# Байма, Йозеф
Йозеф Байма (итал. Joseph Bayma; 9 ноября 1816, Чирие, Пьемонт — 7 февраля 1892, Санта-Клара (Калифорния)) — итальянский учёный, математик, философ, химик, иезуит. Известен своими работами в области стереохимии и математики.

## Биография
В феврале 1832 года вступил в Общество Иисуса. Изучал математику и физику. Интересовался поэзией и музыкой, играл на фортепиано и органе После окончания школы работал в духовной семинарии в Бертиноро.
В 1848 году в связи с начавшейся Весной народов, в стране начали расти антиклерикальные настроения и Байма вместе со многими другими иезуитами покинул Италию, опасаясь за свою безопасность. Поселившись в Алжире, служил миссионером. В 1850 году после стабилизации положения, вернулся на родину. Работал директором семинарии в Риме.
В 1858 году был назначен директором философского факультета иезуитского колледжа Стоунихерста (Ланкашир, Англия). В течение семи лет читал там лекции.
Помимо преподавательских обязанностей, проводил исследования, по результатам которых напечатал несколько публикаций. Одна из них, в 1863 году обсуждалась на заседании Королевского общества.
Сотрудничал с престижным журналом Philosophical Transactions of the Royal Society. В 1866 году вышла его книга The Elements of Molecular Mechanics («Элементы молекулярной механики»), касающаяся вопросов, связанных с атомами, молекулами и силами и представлявшаяся собой сборник знаний, накопленных учёными того времени по этим темам. Работа была опубликована Оксфордским университетом и была с успехом встречена английскими учёными, и получила положительные отзывы членов Королевского общества.
В 1869 году был назначен ректором иезуитской академии Святого Игнатия (ныне университет Сан-Франциско) в Сан-Франциско, США).
Известен, как реформатор, который вывел малоизвестное тогда учебное заведение в ранг престижного учебного заведения. Под его руководством в академии появились новые учебные корпуса, было установлено более совершенное и современное оборудование. Байма расширил химическую лабораторию и создал музей, посвященный философии природы и минералогии. В 1872 году Байма оставил пост ректора, но до 1880 года работал преподавателем математики.

## Избранные труды
- A Discussion with an Infidel: Being a Review of Dr. L. Büchner’s «force and Matter»
- The Love of Religious Perfection, Or how to Awaken, Increase, and Preserve it in the Religious Soul
- The Elements of Molecular Mechanics
- A Treatise on Plane and Spherical Trionometry: With Logarithmic Tables
- Elements of infinitesimal calculus
- Striving After Perfection: A Treatise Addressed Especially to Religious
- Elementary Treatise on Algebra: For the Use of Beginners
- Elements of Analytic Geometry
- A Table of Cycloidal Functions Calculated to Seven Decimal Places: With Preliminary Remarks on Their Use in the Integral Calculus